# فرانسیس اسپانیا
فرانسیس اسپانیا (انگلیسی: Francis Spain; ۱۷ فوریهٔ ۱۹۰۹ – ۲۳ ژوئن ۱۹۷۷) بازیکن هاکی روی یخ اهل ایالات متحده آمریکا بود.